# 格朗库尔 (索姆省)
格朗库尔（法語：Grandcourt，法語發音：[ɡʁɑ̃kuʁ]）是法国上法蘭西大區索姆省的一个市镇，属于佩罗讷区。

## 地理
格朗库尔（50°4'46"N, 2°42'34"E）面积8.38 平方千米，位于法国上法蘭西大區索姆省，该省份为法国北部沿海省份，北起加来海峡省和北部省，西接滨海塞纳省和大西洋英吉利海峡，南至瓦兹省，东临埃纳省。
与格朗库尔接壤的市镇（或旧市镇、城区）包括：米罗蒙、皮雪、昂克尔河畔博库尔、库尔瑟莱特、奥维莱尔-拉布瓦塞勒、波济耶尔、蒂耶普瓦勒。
格朗库尔的时区为UTC+01:00、UTC+02:00（夏令时）。

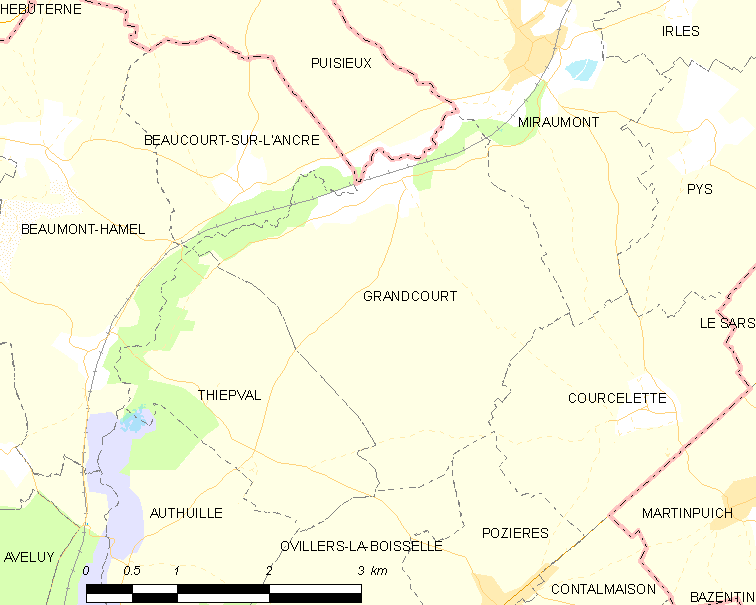
格朗库尔的OSM定位图

## 行政
格朗库尔的邮政编码为80300，INSEE市镇编码为80384。

## 政治
格朗库尔所属的省级选区为阿尔贝县。

## 人口

1962-2008年间格朗库尔人口变化图示

格朗库尔于2022年1月1日时的人口数量为177人。